# Steigt freudig in die Luft, BWV 36a
Steigt freudig in die Luft, BWV 36a (Elevaos con alegría en el aire) es una cantata profana perdida escrita por Johann Sebastian Bach en Leipzig, que probablemente fue estrenada en Köthen el 30 de noviembre de 1726.

## Historia
Bach compuso esta obra durante su estancia como Thomaskantor en Leipzig. Mantenía un puesto como compositor de la corte de Leopoldo, príncipe de Anhalt-Köthen, para quien había trabajado a tiempo completo durante el periodo entre 1717 y 1723. La cantata fue escrita para el 24º cumpleaños de la segunda esposa del príncipe, la princesa Charlotte Friederike Amalie de Nassau-Siegen el 30 de noviembre de 1726, la fecha probable de estreno de la obra, aunque no sea documentada.
Bach reelaboró la cantata Schwingt freudig euch empor, BWV 36c para crear otras dos cantatas profanas y una cantata sacra:
- Schwingt freudig euch empor, BWV 36, sacra.
- Steigt freudig in die Luft, BWV 36a, secular.
- Die Freude reget sich, BWV 36b, secular.

## Análisis

### Texto
El texto, dividido en nueve movimientos, fue escrito por Christian Friedrich Henrici (Picander), el cual lo publicó en su Ernst-Schertzhaffte und Satyrische Gedichte, Teil I de 1727.  El texto fue adaptado de una cantata congratulatoria previa, presumiblemente de Picander, para la que se conserva la música de Bach.

### Instrumentación
La cantatas conservadas están escritas para viento madera y cuerda, y es posible que la cantata perdida fuera orquestada de forma similar, aunque la agrupación musical permanente en Köthen era reducida.

### Estructura
Consta de nueve movimientos.
1. Aria: Steigt freudig in die Lufft zu den erhabnen Höhen
2. Recitativo: Durchlauchtigste
3. Aria: Die Sonne zieht mit sanfften Triebe
4. Recitativo: Die Danckbarkeit
5. Aria: Sey uns willkommen, schönster Tag!
6. Recitativo: Wiewohl das ist noch nicht genung
7. Aria: Auch mit gedämpfften schwachen Stimmen
8. Recitativo: Doch ehe wir
9. Aria: Grüne, blühe, lebe lange

Aunque la cantata se ha perdido, tenemos una cierta idea de cómo pudo sonar. Cuando Bach escribía para una ocasión puntual como un cumpleaños, en ocasiones reciclaba la música en otra composición. En este caso parece que fueron varias piezas relacionadas. La numeración de Steigt freudig in die Luft en el catálogo estándar de las obras de Bach, el Bach-Werke-Verzeichnis, refleja una presunta relación con algunas cantatas conservadas, que usan variantes del texto de celebración de Picander.
- Schwingt freudig euch empor, BWV 36c, cantata secular interpretada en Leipzig el año anterior.
- Die Freude reget sich, BWV 36b, cantata secular probablemente de 1735.
- Schwingt freudig euch empor, BWV 36, cantata de iglesia con dos versiones para el primer domingo de Adviento.

La pieza ha sido reconstruida por Alexander Ferdinand Grychtolik, que ha trabajado en otras piezas perdidas de Bach como Klagt, Kinder, klagt es aller Welt, BWV 244a. Grychtolik adaptó la música de BWV 36c y compuso nuevos recitativos. Interpretó su reconstrucción en el Festival Bach de Köthen en 2012, y publicó una grabación (ver apartado de discografía).

## Discografía selecta
De esta pieza se han realizado una serie de grabaciones entre las que destacan las siguientes.
- 2012 – Ruhm und Glück. Alexander Grychtolik, Mitteldeutsche Hofmusik (Rondeau Production). Este álbum toma su título de la otra obra grabada, la cantata de cumpleaños de 1718, Der Himmel dacht auf Anhalts Ruhm und Glück, BWV 66a.